# Tregony
Tregony est un village des Cornouailles, en Angleterre. Le village fait partie de la paroisse civile de Tregony with Cuby.